# Per Clarholm

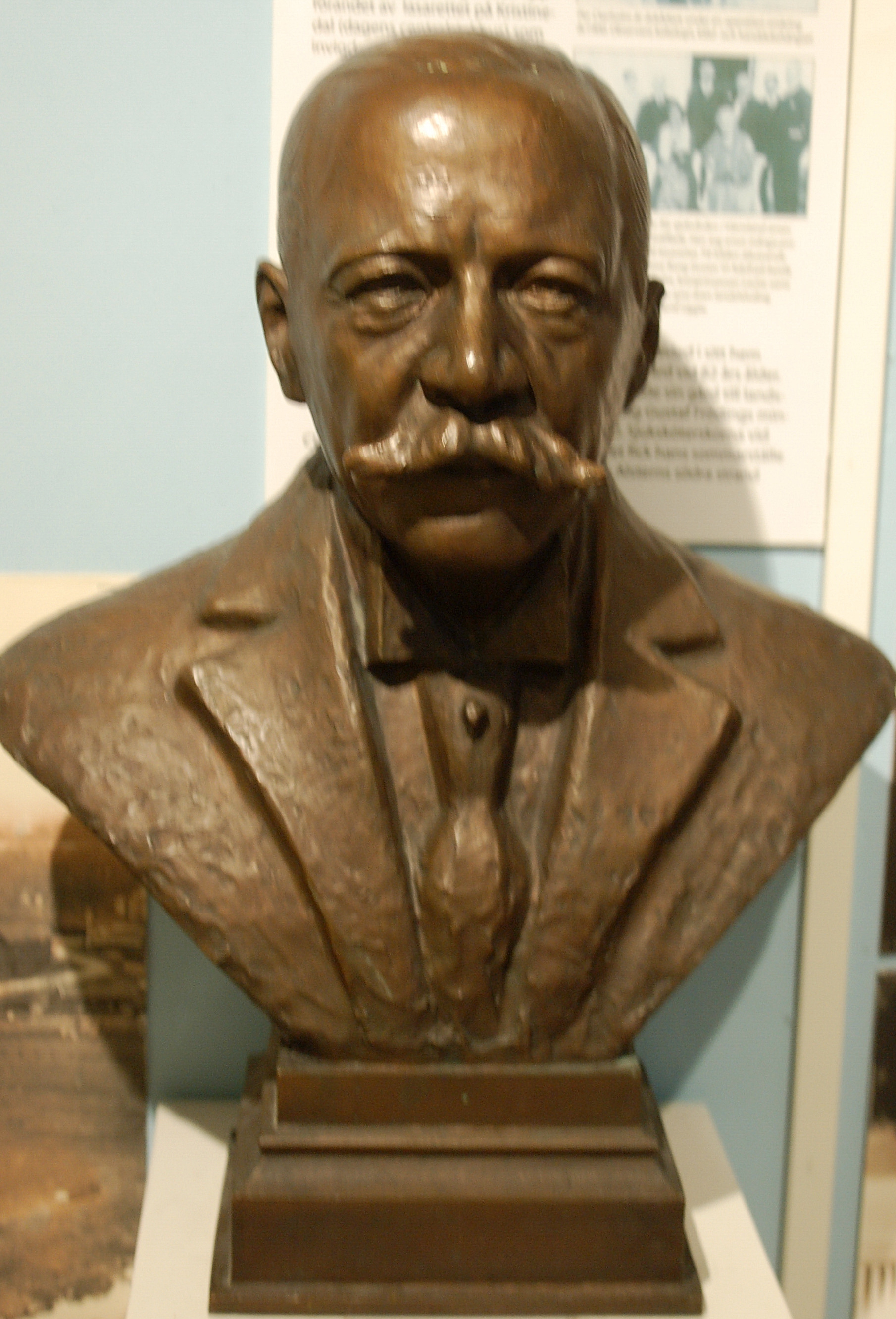
Byst föreställande Per Clarholm på Centralsjukhuset i Karlstad

Per Olof Clarholm, född 12 juli 1860 i Karlstad, död 8 juni 1942 i Karlstad, var en svensk läkare.
Han var son till bankdirektör Fritz Clarholm och Amelie Pihlgren. Han var från 1900 gift med Elin Sofia Treffenberg (1864 - 1948).
Clarholm växte upp på landeriet Sommarro i Karlstad och var klasskamrat med Gustaf Fröding och Mauritz Hellberg. Clarholm blev medicine licentiat vid Lunds universitet 1892, och arbetade som underläkare och underkirurg vid Serafimerlasarettet i Stockholm 1892-1896. Han var tillförordnad lasarettsläkare i Karlstad 1896-1898 och från 1898 överläkare och från 1910 till 1928 överläkare vid kirurgiska avdelningen.
Under 1900-talets första decennium gjorde han upprepade studieresor med understöd av stadsstipendier. Han var vid flera tillfällen sakkunnig hos Arméns sjukvårdsstyrelse, Riksförsäkringsanstalten, Pensionsstyrelsen och sjukförsäkringskommittén, och var dessutom vid flera tillfällen adjungerad ledamot av Medicinalstyrelsen. Stadsfullmäktige i Karlstad 1903 och  Stadsfullmäktiges ordförande 1919 och landstingsman från 1907, han var ordförande sjukvårdsutskottet och ledamot av landstingets förvaltningsutskott. Ordförande i Värmlands läkarförening 1910-1920 och i Svenska Lasarettsläkarföreningen 1923-1929. Han blev hedersledamot av Värmlands nation i Uppsala 1925.
Clarholm var den siste privata ägaren av Alsters herrgård. Han donerade den till Värmlands läns landsting 1942 som konvalescenthem och han donerade sin sommarbostad vid sjön Alsterns södra strand till sjuksköterskorna vid Karlstads lasarett samtidigt donerade han sina historiska samlingar till Medelhavsmuseet i Stockholm. Hans efterlämnade papper, som innehåller, bland annat hans korrespondens från hans resor och flera opublicerade studier om Alsters herrgårds äldsta historia och byggnaden av Västra Stambanans finns bevarade på Värmlandsarkiv.